# Joana Soares
Joana José Ferraz Soares (Câmara de Lobos, 8 de Setembro de 1993) é uma atleta portuguesa, natural de Câmara de Lobos, na Região Autónoma da Madeira. Em 2019 foi campeã nacional de 3000 metros obstáculos. Actualmente representa a Associação Cultural e Desportiva do Jardim da Serra.

## Carreira desportiva
A 28 de Dezembro de 2013, venceu a 55ª edição da Volta à Cidade do Funchal.
Em 2015, sagrou-se campeã nacional na modalidade de atletismo, 1.500 metros, no escalão de sub 23, em pista coberta.
Em Junho de 2016, venceu o título de campeã nacional de 3000 metros obstáculos nos Campeonatos de Portugal, disputados na Maia, com um tempo de 10.24,29 minutos.
A 31 de Março de 2019, venceu o Campeonato Regional de Montanha, disputado na zona do Fanal, no Porto Moniz.
A 1 de Maio de 2019, venceu o Grande Prémio 1º de Maio – Campeonato Regional de Estrada Infantis/Iniciados, disputado na Ribeira Brava, organizado pela Associação de Atletismo da Região Autónoma da Madeira e a Associação Cultural e Desportiva de São João.
Em Maio de 2019, conquistou o título de campeã nacional no Ultra Skyrunning Madeira, atribuído pela Federação de Campismo e Montanhismo de Portugal.
A 20 de Julho de 2019, sagrou-se novamente campeã nacional de 3000 metros obstáculos, com um tempo de 9.58,94 minutos, nos Campeonatos de Portugal, disputados no Estádio Universitário de Lisboa.
Actualmente representa a Associação Cultural e Desportiva do Jardim da Serra, sendo treinada desde 2007 por Susana Peixoto.